# Nevojice
Nevojice település Csehországban, Vyškovi járásban. Nevojice Bučovice, Snovídky, Nesovice, Milonice, Kojátky, Mouchnice, Lovčice és Ždánice településekkel határos. Lakosainak száma 426 fő (2024. január 1.).

## Népesség
A település lakosságának változását az alábbi diagram mutatja:
| Lakosok száma | 329  | 352  | 394  | 403  | 343  | 409  | 417  | 411  | 408  | 426  |
|               | 1869 | 1900 | 1921 | 1961 | 1980 | 2011 | 2016 | 2019 | 2021 | 2024 |